# Thuận Thành, Phủ Thuận
Thuận Thành (chữ Hán giản thể: 顺城区, âm Hán Việt: Thuận Thành khu) là một quận của địa cấp thị Phủ Thuận, tỉnh Liêu Ninh, Cộng hòa Nhân dân Trung Hoa. Quận Thuận Thành có diện tích 277 km², dân số 390.000 người. Mã số bưu chính của Thuận Thành là 113006, chính quyền quận đóng ở số 1 đường Tân Thành Đông. Quận Thuận Thành được chia thành 6 nhai đạo biện sự xứ, 1 trấn, 2 hương. Các đơn vị này lại được chia ra thành 78 ủy ban xã khu cư, 49 ủy ban thôn. 
- Nhai đạo biện sự xứ: Trường Xuân, Hà Đông, Tân Hoa, Phủ Thuận Thành, Tướng Quân Bảo, Cát Bố